# حادث انحراف قطار إزيكا 2016
في 21 أكتوبر 2016 على خط كامريل تعرض قطار للركاب لحادث انحراف عن السكة بينما كان متجها من مدينة ياوندي نحو مدينة دوالا وسط الكاميرون وتحديدا في قرية صغيرة تدعى إزيكا، حيث لقي أكثر من 60 شخصا مصرعهم وأصيب 600 شخص آخر في قطار كان يقل 1300 شخصا في المجموع، ولا تزال أسباب الحادث مجهولة لحين انتهاء التحقيق.
| إزيكاحادث انحراف قطار إزيكا 2016 (الكاميرون) |
| -------------------------------------------- |